# U字ロック

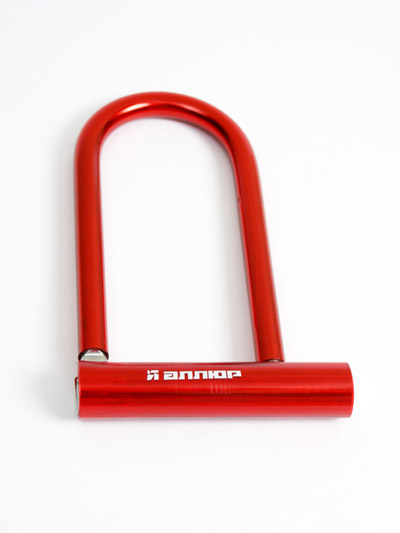
U字ロック

U字ロック（ユーじロック）・Uロック（U-lock）は、自転車やオートバイの盗難を防ぐ防犯用具でバイシクルロック（Bicycle lock）の一種である。形状がアルファベットの「U」の字に似ていることからのこのように呼ばれる。D字ロックまたは、Dロック（D-lock）とも呼ばれる。また、工業用や登山用の金具「シャックル」と同様の形状・構造を持つ事からシャックルロックと呼ばれる事もある。

## 概要
U字ロックは、U字型部品と棒状部品の金属製部品2点から構成される。バーの部分にはロック機能が付いており、U字部分と一体化させロックさせる。
オートバイの場合であれば、U字ロックをホイールに掛けることにより構造的に走行ができなくなるため、盗難に遭う危険性は低くなる。また柱などの移動不可能な構造物とホイールとをU字ロックにより連結した場合には、車体の移動そのものができなくなるため、盗難の危険性はより一層低下する。
自転車の場合であれば、移動不可能な構造物とフレームとをU字ロックにより連結しての使用が前提となる。ホイールと連結する事も可能ではあるが、自転車の場合はホイールの取り外しが容易であり、車体そのものも運搬が可能な重量である事から、車輪に対して（特に前輪に対して）の使用では充分な防犯性は期待できない。
原型は、南京錠とされている。大型化に伴い現在のD字ロックの形状となる。

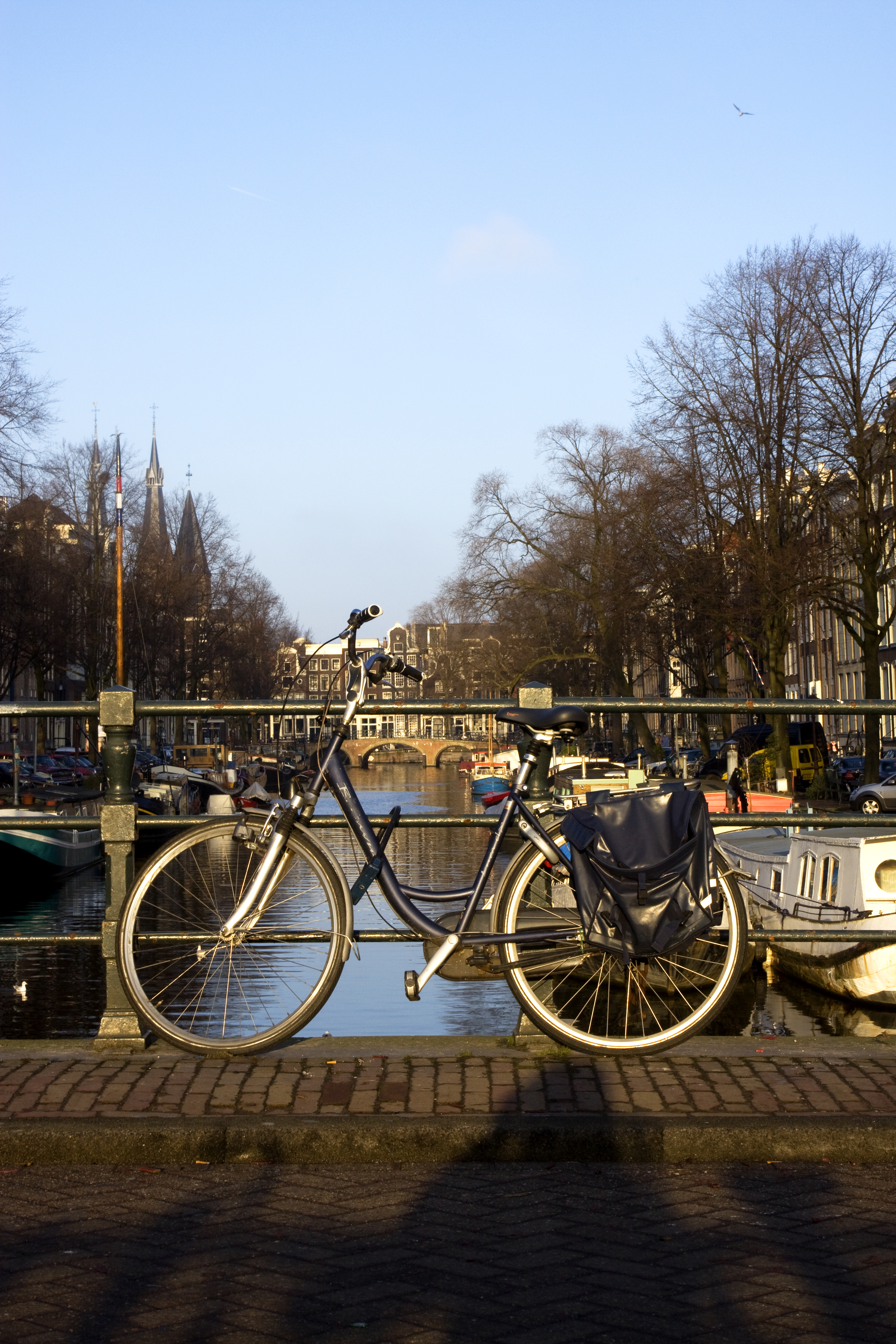
橋の欄干と自転車のフレームをU字ロックで連結した例
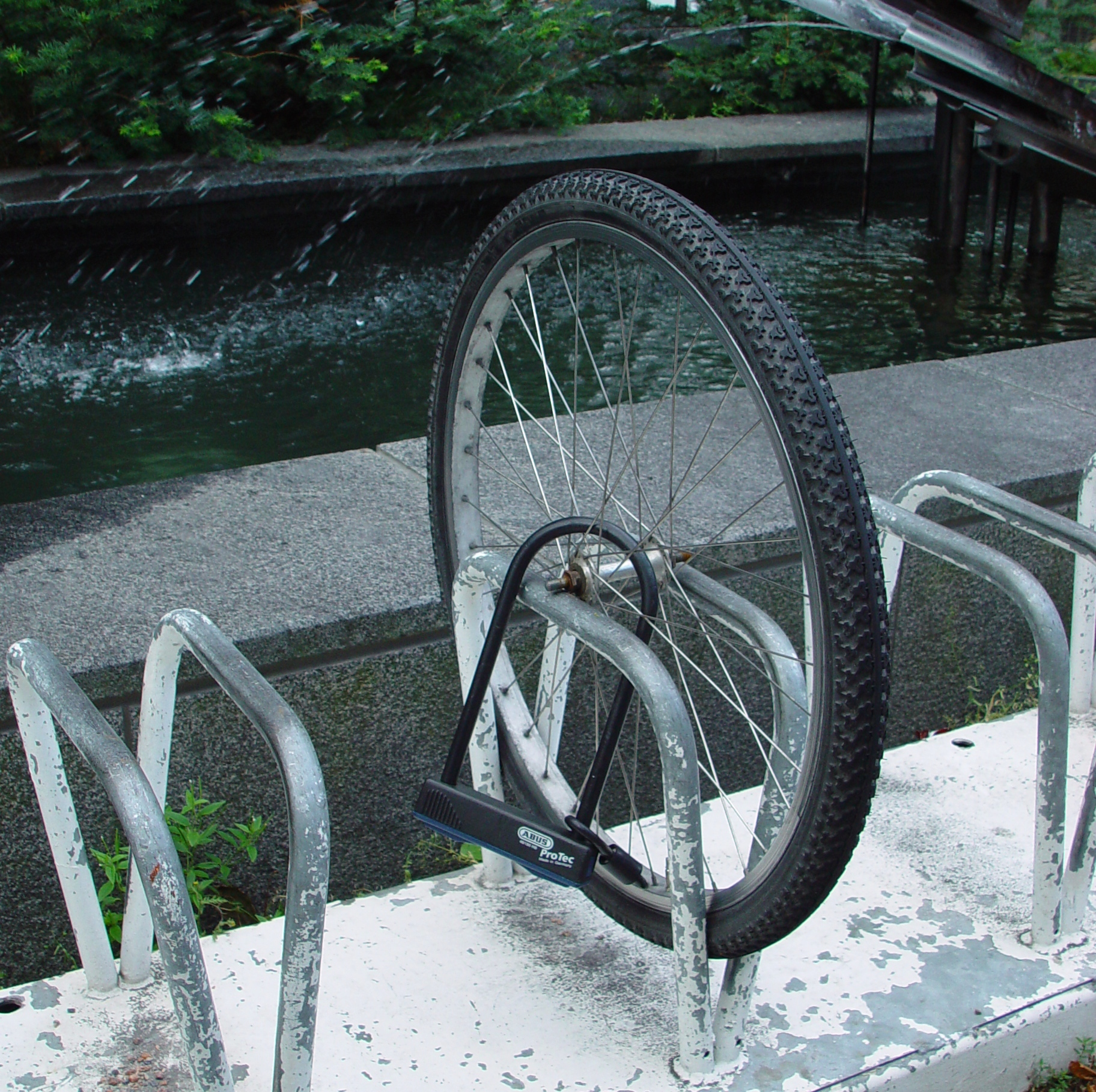
前輪にU字ロックを掛けた結果、前輪を残して盗まれた例

## 製品の多様化
ロックを破壊する方法がインターネットサイトを通じて広まり、必ずしも安全といえる用具ではなくなった。しかし、窃盗行為への抑止や犯行に要する時間を長引かせる目的においては、依然として効果をもつ防犯用具である。また、工具では破壊できない高硬度の金属を材質に使った製品や、振動を与えるとブザーが鳴るアラーム機能を搭載した製品、破壊に対抗する超硬度鋼を用いた製品など多様化も進んでいる。
ホイールではなく、ディスクブレーキに掛ける小型のU字ロックも存在する。このタイプはブレーキローターの軽量穴に掛けるため「ディスクロック」とも呼ばれる。なお、ディスクロックには、ローターの放熱穴に通す専用設計がなされた極小型の特殊錠もあり、このタイプは形状的にもU字ロックとは呼ばれない。